# ベルゴニー・トリボンドーの法則
ベルゴニー・トリボンドーの法則（ベルゴニー・トリボンドーのほうそく、フランス語: loi de Bergonié et Tribondeau , 英語: Bergonie-Tribondeau's law、またはベルゴニエ-トリボンドーの法則）は、放射線の生体組織への影響に関する法則である。放射線の影響は、(1)細胞分裂頻度が高いほど、(2)将来行う細胞分裂の数が多いほど、(3)形態および機能が未分化なほど、強く現れるというものである。

## 概要
フランスの医師・医用電気工学者の、ジャン＝アルバン・ベルゴニエ（1857-1925）とルイ・トリボンドー（1872-1918）が、1906年に発見した。
二人は、雄のラットの精巣にラジウム-226線源由来のガンマ線を照射し、その後の組織標本を顕微鏡で観察した結果、精原細胞→精母細胞→精細胞→精子の順で障碍が軽減することを見出した。これが一般化され、「放射線の細胞への影響（細胞の放射線感受性）は、①細胞分裂頻度が高いほど②将来、分裂回数が多いほど③形態的、機能的に未分化なほど、大きくなる」と定式化された。
「細胞の放射線に対する感受性は、その細胞の再生能力に比例し、分化程度に反比例する」と表現されることもある。
この法則は多くの場合に成り立つが、リンパ球や、組織レベルの反応など、成り立たない例もある。
| 細胞分裂頻度     | 組織 | 放射線感受性 |
| ---------------- | --- | ------------ |
| 高い             | リンパ組織、造血組織(骨髄)、睾丸精上皮、卵胞上皮、腸上皮                                                                        | 最も高い     |
| かなり高い       | 咽頭口腔上皮、皮膚表皮、毛包上皮、皮脂腺上皮、膀胱上皮、食道上皮、水晶体上皮、胃腺上皮、尿管上皮                                | 高度         |
| 中程度           | 結合組織、小脈管組織、成長している軟骨・骨組織                                                                                  | 中程度       |
| 低い             | 成熟した軟骨・骨組織、粘液漿液腺上皮、汗腺上皮、鼻咽頭上皮、肺上皮、腎上皮、肝上皮、膵臓上皮、 下垂体上皮、甲状腺上皮、副腎上皮 | かなり低い   |
| 細胞分裂をみない | 神経組織、筋肉組織 | 低い         |